# Calella de Palafrugell
Calella de Palafrugell är en ort i Spanien.   Den ligger i provinsen Província de Girona och regionen Katalonien, i den östra delen av landet, 600 km öster om huvudstaden Madrid. Antalet invånare är 747.
Terrängen runt Calella de Palafrugell är varierad. Havet är nära Calella de Palafrugell åt sydost.  Närmaste större samhälle är Palafrugell, 4,1 km norr om Calella de Palafrugell. 